# Vitaby församling
Vitaby församling var en församling i Lunds stift och i Simrishamns kommun. Församlingen uppgick 2002 i Kiviks församling.

## Administrativ historik
Församlingen har medeltida ursprung. 
Församlingen var till 2002 annexförsamling i pastoratet (Södra) Mellby och Vitaby som 1992 utökades med Ravlunda församling. Församlingen uppgick 2002 i Kiviks församling.

## Kyrkor
- Vitaby kyrka